# کاهوئول
کاهوئول یک مولکول دی ترپنوئیدی است که در دانه‌های قهوه عربیکا یافت می‌شود و از نظر ساختاری با کافستول مرتبط است. نام آن از عربی قهوة qahwa به معنی «قهوه» گرفته شده است.